# Cyrtopodium brandonianum
Cyrtopodium brandonianum é uma orquídea do gênero Cyrtopodium, de hábito terrestre, encontrada em todo o cerrado brasileiro, e também na Caatinga e na Mata Atlântica. Possui uma extensão de ocorrência de 936 969km². Está ameaçada pela perda e degradação de seu habitat natural.

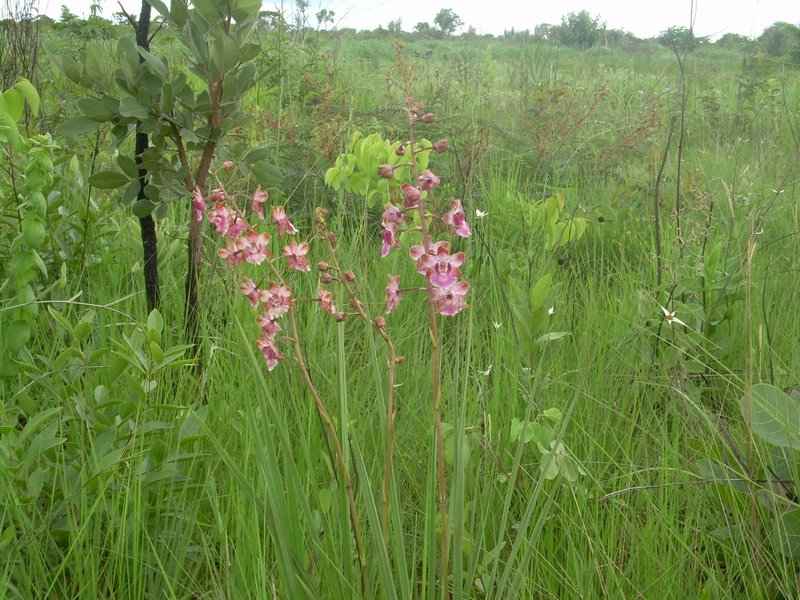
Cyrtopodium brandonianum in situ